# Kurt Hasse (Reiter)

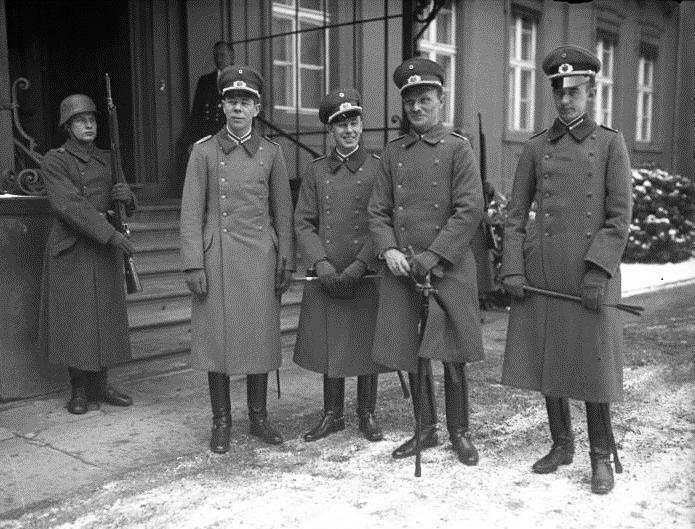
Empfang beim Reichspräsidenten von Hindenburg (1930): Freiherr von Nagel, Harald Momm, Rudolf von Waldenfels, Kurt Hasse (v. l. n. r.)

Kurt Hasse (* 7. Februar 1907 in Mainz; † 9. Januar 1944 in der Sowjetunion/Ostfront) war ein deutscher Springreiter.
Kurt Hasse wurde als zweiter Sohn des Generals Ernst Hasse geboren. Wie seine Brüder war auch er Kavallerieoffizier. In den Jahren von 1930 bis 1936 war er Mitglied der Kavallerieschule Hannover. Bei den Olympischen Spielen 1936 in Berlin gewann er auf Tora die Goldmedaille im Springreiten im Einzel und mit Heinz Brandt in der Mannschaft. Beim Stechen im Finale konnte er den rumänischen Oberleutnant Rang auf Delfis, seinen einzigen Konkurrenten um die Goldmedaille, um mehr als 13 Sekunden distanzieren.
Kurt Hasse stammt aus einer bekannten Reiterfamilie.
Sein älterer Bruder Ernst war ebenfalls ein erfolgreicher Springreiter, der unter anderem das Deutsche Springderby 1931 gewinnen konnte.
Sein jüngerer Bruder Werner (1908–1970) war ein erfolgreicher Amateurrennreiter. Bei einer nicht bekannten Zahl von Ritten errang er 195 Siege im Rennsattel und steht damit in der Liste der Unsterblichen der deutschen Amateurrennreiter.